# لينهاي
تعد مدينة لينهاي من أهم المدن في المحافظة على مستوى مدينة تايتشو بمقاطعة تشجيانغ الواقعة على ضفاف نهر من لين في شرق الصين.مساحة المدينة 	2203 كم²

## أعلام
- يانج جياوي

## وصلات خارجية
- موقع المدينة باللغة الإنجليزية
- موقع المدينة باللغة الصينية